# Viperinae
Viperinae là một phân họ rắn độc thuộc họ Rắn lục đặc hữu châu Âu, châu Á và châu Phi. Chúng được phân biệt bởi chúng thiếu các cơ quan hố cảm ứng nhiệt đặc trưng cho nhóm chị em của chúng, phân họ Crotalinae. Hiện tại, 13 chi được công nhận. Phần lớn các loài sinh sống ở xứ nhiệt đới và cận nhiệt đới, dù một loài, Vipera berus, thậm chí sinh sống ở trong vòng Bắc cực.

## Chi
Phân họ này có các chi sau:
- Atheris Cope, 1862
- Bitis Gray, 1842
- Causus Wagler, 1830
- Cerastes Laurenti, 1768
- Daboia Gray, 1842
- Echis Merrem, 1820
- Eristicophis Alcock, 1896
- Macrovipera Reuss, 1927
- Montatheris Broadley 1996
- Montivipera Nilson, Tuniyev, Andrén, Orlov, Joger & Herrmann, 1999
- Proatheris Broadley, 1996
- Pseudocerastes Boulenger, 1896
- Vipera Laurenti, 1768